# 盧卡斯·馬索普斯特
盧卡斯·馬索普斯特（1993年2月12日—）是一位捷克足球運動員。在場上的位置是中場。他現在效力於捷克足球甲級聯賽球隊布拉格斯拉維亞 。他也代表捷克U21國家隊參賽。

## 外部連結
- Soccerway資料庫：盧卡斯·馬索普斯特
- 盧卡斯·馬索普斯特在 National-Football-Teams.com 上的出场纪录
- 盧卡斯·馬索普斯特－UEFA國際賽競賽紀錄